# Электроника Б3-26
Электроника Б3-26 — восьмиразрядный микрокалькулятор с естественной формой представления запятой. Выпускался с 1977 года. В 1980 году продавался по цене 45 рублей. Калькулятор выполняет четыре арифметические операции, извлечение квадратного корня, взятие процентов от числа и операции с памятью. Буква «Б» в названии означает «бытовая техника», 3 (именно тройка, а не буква «З») — калькуляторы (2 обозначала настольные часы, 5 — наручные часы, 7 — настенные часы и т. п.), 26 — последовательный номер модели. Впоследствии этот калькулятор выпускался под маркой «Электроника МК-26».

## Комплект поставки
- Микрокалькулятор «Электроника Б3-26»;
- Блок питания «Электроника БП2-1»;
- Элемент типа 316 или А316 (размер АА) 4 шт;
- Руководство по эксплуатации;
- Чехол;
- Упаковочная тара.[источник не указан 2733 дня]

## Технические характеристики
- Элементная база:
  - К145ИП11 — управляющая микросхема;
- Дисплей: вакуумный, флюоресцентный;
- Клавиатура: 25 клавиш;
- Питание: батарейки типа AA 4х1.5В или от блока питания;
- Корпус: пластиковый.[источник не указан 2733 дня]

### Модификации
Известны две модификации данного калькулятора: Б3-26 и Б3-26А. Отличие последнего в том, что в нём использовался индикатор на основе светоизлучающих диодов красного света свечения.

## Фотографии
|  |  |  |
|  |  |  |

Сохранившийся рабочий экземпляр датирован: «Ноябрь 1980 года». Фотографии сделаны спустя 28 лет, как видно, он ещё работает.